# Морзянка (песня)
«Морзянка» — популярная советская песня 1965 года на стихи Михаила Пляцковского и музыку Марка Фрадкина.
Поёт морзянка за стеной весёлым дискантом,
Кругом снега, хоть сотни вёрст исколеси.
Четвёртый день пурга качается над Диксоном,
Но только ты об этом лучше песню расспроси.

## История
Впервые песня прозвучала в музыкальном фильме «Концерт-калейдоскоп» (Ленинградское телевидение, 1965 год). Несмотря на то, что на сайте kino-teatr.ru указано, что в фильме песню спел ленинградский певец Валерий Никитенко, на самом деле её исполнил малоизвестный Владислав Гейх (по паспорту — Гейхман).
Идея создания возникла у Пляцковского после того, как в редакцию Всесоюзного радио поступило письмо от полярника, просившего написать песню о своей профессии. После консультаций с композитором Фрадкиным родилась мелодия песни. 
Изначально песню исполнил молодой певец Иосиф Кобзон. Однако поняв, что песня, написанная в первую очередь для жителей Крайнего Севера, им не совсем понравилась, журнал «Кругозор» выпустил новую запись «Морзянки» в исполнении Владимира Трошина. На этот раз исполнение песни северянам понравилось.  
Впоследствии Пляцковский писал:
Я и сейчас ещё, спустя много лет, ощущаю восторг в груди, вспоминаю дрейфующую льдину, брезентовую палатку, где жил посреди Ледовитого океана, по соседству с мачтой, на которой развивался красный флаг Родины, и ослепительный полярный день, напрочь перепутавший для меня время суток, потому как солнце не уходило за горизонт. Восторг в груди возникал ещё и оттого, что звуки нашей с Марком Фрадкиным «Морзянки» постоянно сообщали полярникам о начале рабочего дня. Как же это было здорово осознавать, что песня нужна, необходима людям!